# Стар-Карр

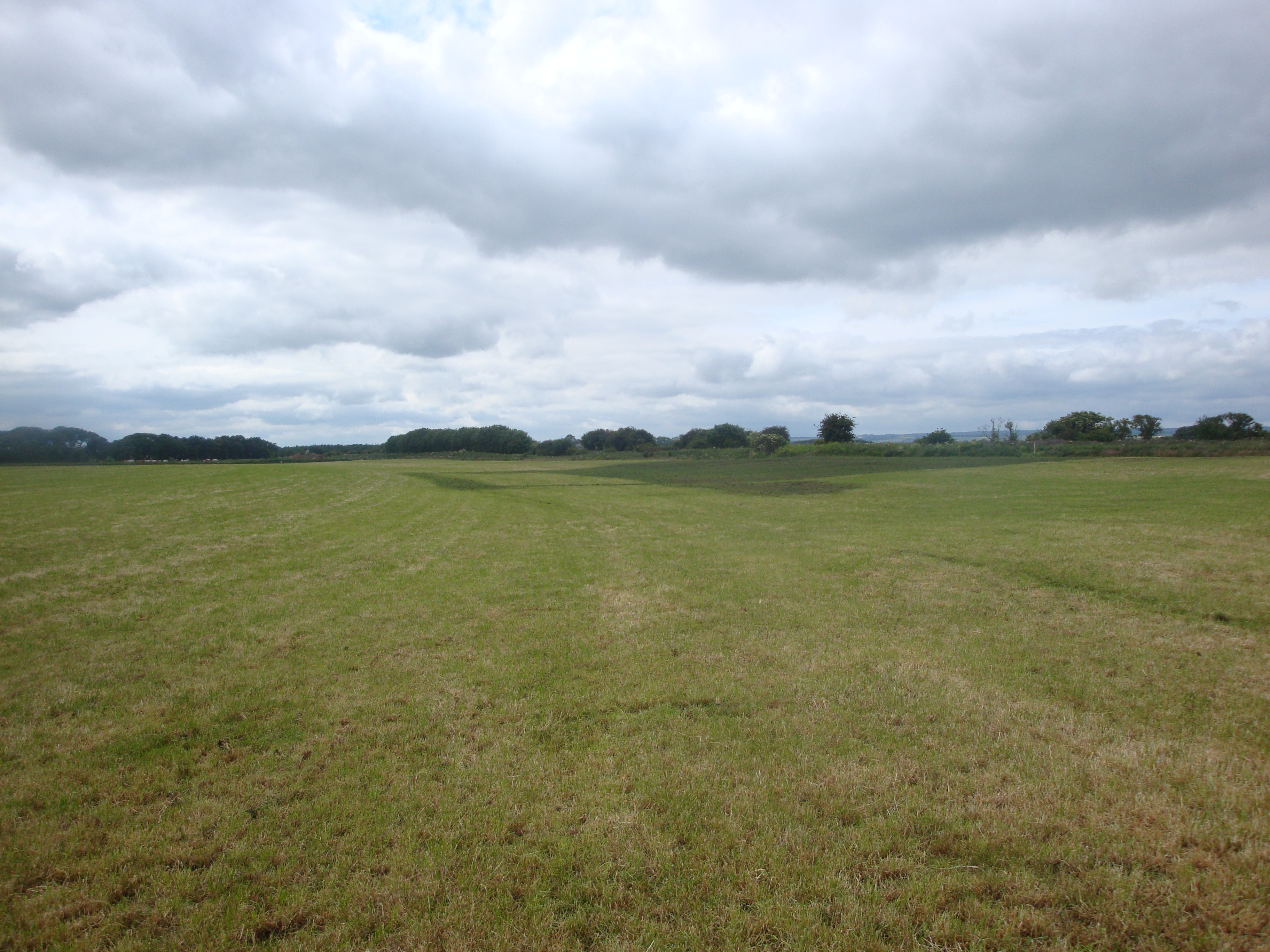

Стар-Карр (англ. Star Carr) — археологический памятник эпохи раннего мезолита в Северном Йоркшире, Англия. Находится примерно в 8 км к югу от Скарборо.
По культурным характеристикам Стар-Карр относится к нордическому кругу мезолитических культур, включающему также культуры Маглемозе, Дуфензее, коморницкую и другие.
Поселение в Стар-Карр было населено в период около 8770—8460 гг. до н. э., и, вероятно, было временно заброшено в 8680—8580 гг. до н. э. Памятник обнаружен в 1947 году во время дренажа полей местным археологом Джоном Муром (John Moore). Профессиональные раскопки провёл в 1949—1951 годах профессор Грэм Кларк (Grahame Clark) из Кембриджского университета.
Кларк обнаружил то, что он назвал «платформой из ветвей кустарника», на краю бывшего озера Фликстон. Платформа, по-видимому, была сооружена, чтобы сделать прочным грунт на болотистом побережье. В ходе недавних раскопок установлено, что обитатели этих мест жили на сухой почве выше по склону, а на берегу озера они занимались различной повседневной деятельностью.
Среди археологов ведутся споры по поводу того, в какое время года Стар-Карр населяли люди. Мезолитические люди охотились на ряд животных, в том числе на благородного оленя и косулю, лося, тура и дикого кабана. Поскольку поселение было населено в течение нескольких столетий, очевидно, имелись сезонные различия в деятельности его обитателей.
В илистых отложениях бывшего озера хорошо сохранились предметы, когда-то обронённые в ил, в том числе костяные изделия и отходы от производства орудий. Кремень добывался на близлежащем морском побережье, которое в мезолите находилось от поселения на расстоянии 10-20 км, а также на Йоркширской возвышенности (англ.) непосредственно к югу от поселения.
Фрагмент деревянного весла позволяет предположить, что люди, населявшие Стар-Карр, также изготавливали лодки, вероятно кораклы или простые каноэ. Использование лодок указывает на то, что острова на озере могли быть также населены. Найденные там бусинки из камней и янтаря, по-видимому, были личными украшениями. Останки собаки указывают на то, что в тот период уже были одомашнены некоторые животные.
К наиболее важным находкам относятся головные уборы из черепов благородного оленя с рогами. В черепе были просверлены два отверстия. Предполагается, что головные уборы использовались либо в ритуалах, либо на охоте для маскировки.
В настоящее время раскопки Стар-Карр выполняет группа археологов из Йоркского и Манчестерского университетов, которую возглавляют Ники Миллер, Шанталь Коннеллер и Барри Тэйлор.